# Den stora terrorn (bok)
Den stora terrorn: Stalins skräckvälde under 30-talet (originaltitel: The Great Terror: Stalin's Purge of the Thirties) är en facklitterär bok från 1968 av den brittiske historikern Robert Conquest. Boken är en analys av Josef Stalins omfattande förföljelse och utrensningar under den era i Sovjetunionens historia under 1930-talet, som kom att kallas den "stora utrensningen" eller "stora terrorn" (efter Conquests bok). Bokens titel anspelar på "Skräckväldet" (franska: la Terreur), som rådde under franska revolutionen på 1790-talet.
Boken utgavs i svensk översättning 1971 av Lennart Edberg på förlaget Prisma.